# Есперанса Агірре
Еспера́нса Агі́рре і Гіль де Біє́дма, графиня Борнос (ісп. Esperanza Aguirre y Gil de Biedma, Countess of Bornos; нар. 3 січня 1952, Мадрид) — іспанський юрист і політик, член Народної партії.

## Життєпис
Походить з аристократичної родини. У 1974 році одружилася з Фернандо Раміресом де Гаро Вальдес, шістнадцятим графом Борнос, з яким вона має двох дітей.
Закінчила юридичний факультет Мадридського університету (1974). Вона працювала клерком у державному управлінні, директором підвідомчих установ Міністерства культури. Належала до Союзу демократичного центру.
З 1983 по 1996 роки входила до міської ради Мадрида. У 1995 році мер Хосе Марія Альварес довірив їй посаду першого заступника та прессекретаря. На виборах у 1996 році Есперанса Агірре отримав мандат сенатора, у травні того ж року обійняла посаду міністра освіти, культури та спорту в уряді Хосе Марії Аснара. Залишила уряд у січні 1999 року в ході реконструкції кабінету. У лютому того ж року стала головою Сенату (перша жінка в історії Іспанії). З жовтня 2003 по вересень 2012 року була президентом автономного співтовариства Мадрид, потім протягом декількох місяців працювала в уряді як радник з питань туризму, потім перейшла до приватного сектора.
19 березня 2020 року разом із чоловіком Есперанса Агірре було прийнято до лікарні після того, як він був підданий тестуванню на COVID-19 під час пандемії коронавірусу в Іспанії.

## Відзнаки
- Великий хрест ордена Карлоса III (1999)
- Великий хрест ордена Ізабелли Католички (2004)
- Великий хрест ордена Громадянських заслуг (2004, Іспанія)
- Офіцер ордена Почесного легіону
- Кавалер ордена Британської імперії (2004)